# Sterling (Michigan)
Sterling – wieś w Stanach Zjednoczonych, w stanie Michigan, w hrabstwie Arenac.